# モンタレンゲ
モンタレンゲ（伊: Montalenghe）は、イタリア共和国ピエモンテ州トリノ県にある、人口約1,000人の基礎自治体（コムーネ）。

## 地理

### 位置・広がり

#### 隣接コムーネ
隣接するコムーネは以下の通り。
- クチェーリオ
- メルチェナスコ
- オーリオ・カナヴェーゼ
- サン・ジョルジョ・カナヴェーゼ
- スカルマーニョ